# 佩德罗·卡马乔
佩德罗·马塞多·卡马乔（Pedro Macedo Camacho），葡萄牙作曲家。主要以为伊内丝·德·卡斯特罗创作安魂曲，以及为《星际公民》创作配乐而知名。
卡马乔出生于葡萄牙的丰沙尔，并开始在家乡的音乐学院和艺术学校跟随阿根廷作曲家罗伯托·佩雷斯学习作曲。三年后移居里斯本，在那里他继续在国家音乐学院学习四年，师从作曲家欧里科·卡拉帕托索。2006年赴伯克利音乐学院学习电影配乐。2008年曾因给《音乐战机》配乐获独立游戏节最佳音效奖。
2011年，当时他受葡萄牙中央古典管弦乐团之托为伊内丝·德·卡斯特罗创作安魂曲，该曲于2012年3月28日首演。在这场音乐会中，卡马乔的作曲老师卡拉帕托索也改编了他的一部作品作为安魂曲的开场。同年晚些时候，卡马乔的《安魂曲》被选为三星赞助的全球首场由管弦乐队和合唱团组成的数字音乐会的主要作品。